# コヴァーチ・アティッラ
コヴァーチ・アティッラ（ハンガリー語: Kovács Attila、1960年9月2日 ‐ ）は、ハンガリー・セクサールド出身で短距離走が専門の元陸上競技選手。100mで10秒09（元ハンガリー記録）、200mで20秒11（ハンガリー記録）の自己ベストを持つ。1987年ローマ世界選手権男子100mのファイナリスト（4位）である。

## 経歴
1987年にローマで開催された第2回世界選手権に出場すると、男子100mの1次予選を10秒26（+1.5）、2次予選を10秒52（-2.9）、準決勝を10秒22（-1.3）で突破。過去に100mで決勝に進出したハンガリー選手はおらず、オリンピックを含めると1896年アテネ大会男子100mのソコリ・アラヨス（銅メダル獲得）以来、91年ぶり史上2人目という快挙だった。迎えた決勝では全ラウンドを通じて一番のタイムとなる10秒20（+1.0）をマークするも、ベン・ジョンソン（9秒83）、カール・ルイス（9秒93）、レイモンド・スチュワート（10秒08）、リンフォード・クリスティ（10秒14）に次ぐ5位に終わった。後にベン・ジョンソンのドーピング処分によりコヴァーチの順位は4位に繰り上がったため、最終的に0秒06差でメダルを逃した。男子100mに続いて決勝進出を目指した男子200mは、1次予選を20秒77（-0.9）、2次予選を20秒61（+0.8）で突破。準決勝では組4着以内に入れば決勝に進出できたが、結果は20秒47（+1.2）の5着に終わり、0秒09差で決勝進出を逃した。
1988年にソウルで開催されたオリンピックに出場すると、男子100mで準決勝に進出した。準決勝では組4着までに入れば決勝に進出できたが、結果は4着と0秒07差の5着に終わり、2年連続の世界大会決勝を逃した。なお、同じ組にベン・ジョンソンがいたため、後のドーピング処分でコヴァーチの順位は4着に繰り上がった。

## 自己ベスト
記録欄の（　）内の数字は風速（m/s）で、+は追い風を意味する。
| 種目 | 記録          | 年月日        | 場所         | 備考             |
| 屋外 | 屋外          | 屋外          | 屋外         | 屋外             |
| ---- | ------------- | ------------- | ------------ | ---------------- |
| 100m | 10秒09 (+0.3) | 1987年8月20日 | ミシュコルツ | 元ハンガリー記録 |
| 200m | 20秒11 (+0.7) | 1987年8月21日 | ミシュコルツ | ハンガリー記録   |
| 室内 |               |               |              |                  |
| 60m  | 6秒65         | 1984年2月3日  | ブダペスト   |                  |
| 200m | 21秒21        | 1987年2月8日  | ブダペスト   |                  |

## 主要大会成績
| 年   | 大会                          | 場所               | 種目    | 結果    | 記録          | 備考     |
| ---- | ----------------------------- | ------------------ | ------- | ------- | ------------- | -------- |
| 1982 | ヨーロッパ室内選手権 (en)     | ミラン             | 60m     | 予選    | 51秒70        |          |
| 1982 | ヨーロッパ選手権 (en)         | アテネ             | 100m    | 予選    | 10秒64 (-1.1) |          |
| 1982 | ヨーロッパ選手権 (en)         | アテネ             | 4x100mR | 6位     | 39秒01 (4走)  |          |
| 1984 | フレンドシップ・ゲームズ (en) | モスクワ           | 100m    | 2位     | 10秒18 (-0.4) |          |
| 1985 | 世界室内大会                  | パリ               | 60m     | 予選    | 6秒80         | 全体15位 |
| 1985 | ヨーロッパ室内選手権 (en)     | ピレウス           | 60m     | 5位     | 6秒69         |          |
| 1986 | ヨーロッパ選手権 (en)         | シュトゥットガルト | 100m    | 7位     | 10秒31 (-0.1) |          |
| 1986 | ヨーロッパ選手権 (en)         | シュトゥットガルト | 4x100mR | 6位     | 39秒15 (4走)  |          |
| 1987 | ヨーロッパ室内選手権 (en)     | リエヴァン         | 60m     | 予選    | 6秒73         |          |
| 1987 | 世界室内選手権                | インディアナポリス | 60m     | 準決勝  | 6秒83         | 全体16位 |
| 1987 | 世界室内選手権                | インディアナポリス | 200m    | 準決勝  | 21秒79        | 全体12位 |
| 1987 | 世界選手権                    | ローマ             | 100m    | 4位     | 10秒20 (+1.0) |          |
| 1987 | 世界選手権                    | ローマ             | 200m    | 準決勝  | 20秒47 (+1.2) |          |
| 1987 | 世界選手権                    | ローマ             | 4x100mR | 5位     | 39秒04 (4走)  |          |
| 1988 | オリンピック                  | ソウル             | 100m    | 準決勝  | 10秒31        |          |
| 1988 | オリンピック                  | ソウル             | 200m    | 2次予選 | 21秒19        |          |
| 1988 | オリンピック                  | ソウル             | 4x100mR | 8位     | 39秒19 (4走)  |          |
| 1989 | ヨーロッパ室内選手権 (en)     | デン・ハーグ       | 60m     | 準決勝  | 6秒75         |          |
| 1989 | 世界室内選手権                | ブダペスト         | 60m     | 予選    | 6秒74         | 全体14位 |
| 1990 | ヨーロッパ選手権 (en)         | スプリト           | 100m    | 準決勝  | 10秒54 (-0.2) |          |
| 1990 | ヨーロッパ選手権 (en)         | スプリト           | 4x100mR | 5位     | 39秒05 (4走)  |          |
| 1991 | 世界選手権                    | 東京               | 100m    | 2次予選 | 10秒23 (+4.1) |          |
| 1991 | 世界選手権                    | 東京               | 200m    | 1次予選 | 21秒55 (-1.3) |          |